# Nieder-Klingen
Nieder-Klingen ist ein Ortsteil der Gemeinde Otzberg im südhessischen Landkreis Darmstadt-Dieburg  und hat etwa 800 Einwohner.

## Geographie
Nieder-Klingen liegt am Westhang des Otzberges und wird von der Semme durchflossen.

## Geschichte

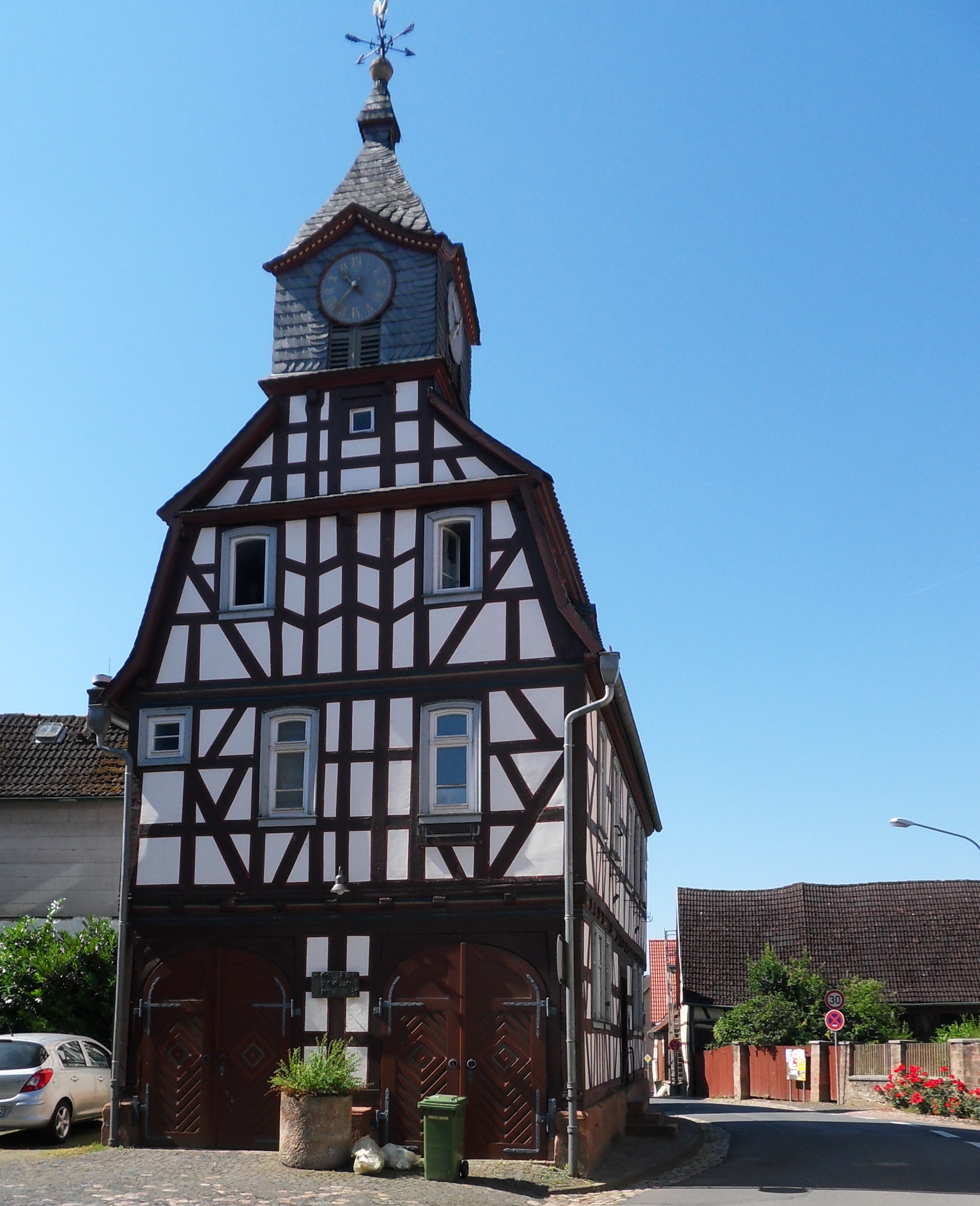
Altes Rathaus

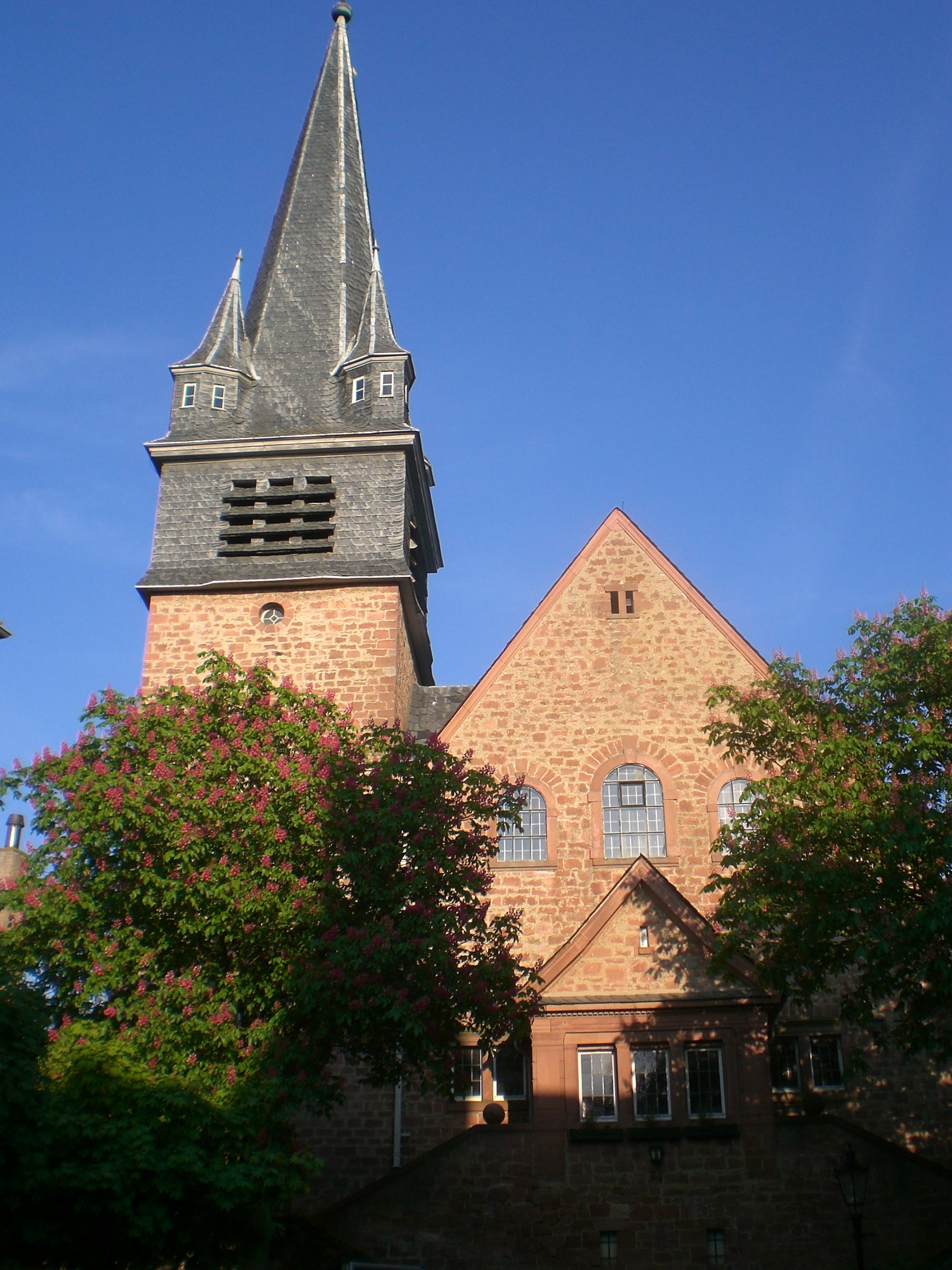
Evangelische Kirche

### Ortsgeschichte
In historischen Dokumenten ist der Ort unter folgenden Ortsnamen belegt (in Klammern das Jahr der Erwähnung): Clingen (1307); Nydern Clingen, Nyderclingen, Nydernclingen (1357); Nydern Klingen (1444); Niddenclingen (1459) und Niederclingen (1495).
Der Ortsname „Klingen“ wird auf die alte Bedeutung „Gießbach“ oder „Talschlucht“ zurückgeführt. Der Name „Klingen“ könnte aber auch ein Hinweis für die verschiedenen ausgebeuteten Erzvorkommen in unmittelbarer Nähe des Otzberges darstellen. Eines der heutigen beiden Klingen wurde bereits 1223 als „Clingen“ erwähnt. Eine Unterscheidung erfolgte 1383 für Ober-Klingen und 1357 für Nieder-Klingen.
Durch Urkunden belegt sind:
 1391 bewilligt Pfalzgraf Ruprecht Dieter Gans von Otzberg ein Wittum für seine Frau auf Nieder-Klingen.
1524 gehört Nieder-Klingen zum Schloss Otzberg.
Ober- und Nieder-Klingen gehörten bis 1521 zur Zent Umstadt und wurden dann infolge des Landshuter Erbfolgekriegs dem kurpfälzischen Oberamt Otzberg zugesprochen. Das Oberamt Otzberg kam 1803 infolge des Reichsdeputationshauptschlusses an die Landgrafschaft Hessen-Darmstadt. Mit dem Tauschvertrag zwischen der Hessen-Darmstadt und dem Herren von Löwenstein-Wertheim vom 5. Februar 1805 kam es zum Amt Habitzheim, das 1806 durch die Rheinbundakte an das Großherzogtums Hessen fiel. Die Niedere Gerichtsbarkeit blieb bis 1822 bei den Herren Löwenstein-Wertheim.
Die Statistisch-topographisch-historische Beschreibung des Großherzogthums Hessen berichtet 1829 über Nieder-Klingen:

„Niederklingen (L. Bez. Breuberg) reform. Filialdorf; liegt 21⁄4 St. von Breuberg und gehört dem Fürsten von Löwenstein-Wertheim-Rosenberg. Der Ort zählt 74 Häuser und 446 Einw., die bis auf 25 Luth., 15 Kath. reformirt sind. – Von Churpfalz kam Niederklingen 1802 an Hessen, welches dasselbe 1805 an Löwenstein vertauschte, bis es 1806 unter Hess. Hoheit kam.“

Nieder-Klingen ist schon immer landwirtschaftlich geprägt.
Es gibt eine hohe Anzahl von Vereinen, in denen sich ein großer Teil der Bevölkerung engagiert.
Die nach dem Krieg erbaute Volksschule ist heute die Kindertagesstätte der Gemeinde.
Hessische Gebietsreform (1970–1977)
Im Zuge der Gebietsreform in Hessen fusionierte am 31. Dezember 1971 die Gemeinde Nieder-Klingen und fünf weitere bis dahin selbständige Gemeinden freiwillig zur neuen Gemeinde Otzberg.
Für die sechs ehemals eigenständigen Gemeinden wurden Ortsbezirke mit Ortsbeirat und Ortsvorsteher nach der Hessischen Gemeindeordnung gebildet. Sitz der Gemeindeverwaltung wurde Lengfeld.

### Verwaltungsgeschichte im Überblick
Die folgende Liste zeigt die Staaten und Verwaltungseinheiten, denen Nieder-Klingen angehört(e):
- vor 1390: Heiliges Römisches Reich, Kloster Fulda Zent Umstadt (Kondominat)
- ab 1390: Heiliges Römisches Reich, Kurpfalz (durch Kauf; bis 1427 an Herrschaft Hanau verpfändet), Zent Umstadt
- ab 1524: Heiliges Römisches Reich, Kurpfalz, Oberamt Otzberg
- ab 1777: Heiliges Römisches Reich, Kurfürstentum Pfalzbayern (durch Erbfall), Pfalzgrafschaft bei Rhein, Oberamt Otzberg
- ab 1803: Heiliges Römisches Reich, Landgrafschaft Hessen-Darmstadt,[Anm. 2] Oberamt Otzberg
- ab 1805: Heiliges Römisches Reich, Herren von Löwenstein-Wertheim (durch Tausch), Amt Habitzheim
- ab 1806: Großherzogtum Hessen,[Anm. 3] Fürstentum Starkenburg, Fürstentum Starkenburg, Amt Habitzheim (Niedere Gerichtsbarkeit weiter bei Löwenstein-Wertheim)
- ab 1815: Großherzogtum Hessen[Anm. 4], Provinz Starkenburg, Habitzheim
- ab 1822: Großherzogtum Hessen, Provinz Starkenburg, Landratsbezirk Breuberg[Anm. 5]
- ab 1848: Großherzogtum Hessen, Regierungsbezirk Dieburg
- ab 1852: Großherzogtum Hessen, Provinz Starkenburg, Kreis Dieburg
- ab 1871: Deutsches Reich, Großherzogtum Hessen, Provinz Starkenburg, Kreis Dieburg
- ab 1918: Deutsches Reich (Weimarer Republik), Volksstaat Hessen, Provinz Starkenburg, Kreis Dieburg
- ab 1938: Deutsches Reich, Volksstaat Hessen, Landkreis Dieburg[9][Anm. 6]
- ab 1945: Amerikanische Besatzungszone,[Anm. 7] Groß-Hessen, Regierungsbezirk Darmstadt, Landkreis Dieburg
- ab 1946: Amerikanische Besatzungszone, Land Hessen, Regierungsbezirk Darmstadt, Landkreis Dieburg
- ab 1949: Bundesrepublik Deutschland, Land Hessen, Regierungsbezirk Darmstadt, Landkreis Dieburg
- ab 1972: Bundesrepublik Deutschland, Land Hessen, Regierungsbezirk Darmstadt,  Landkreis Dieburg, Gemeinde Otzberg[Anm. 8]
- ab 1977: Bundesrepublik Deutschland, Land Hessen, Regierungsbezirk Darmstadt, Landkreis Darmstadt-Dieburg, Gemeinde Otzberg

### Gerichte
Die zuständige Gerichtsbarkeit der ersten Instanz war:
- Zentgericht Umstadt
- ab 1820: standesherrliches Amt Habitzheim
- ab 1822: Landgericht Höchst
- ab 1853: Landgericht Reinheim
- ab 1879: Amtsgericht Reinheim
- ab 1968: Amtsgericht Darmstadt

### Bevölkerung
Einwohnerstruktur 2011
Nach den Erhebungen des Zensus 2011 lebten am Stichtag dem 9. Mai 2011 in Nieder-Klingen 798 Einwohner. Darunter waren 27 (3,4 %) Ausländer.
Nach dem Lebensalter waren 153 Einwohner unter 18 Jahren, 342 waren zwischen 18 und 49, 171 zwischen 50 und 64 und 132 Einwohner waren älter. Die Einwohner lebten in 306 Haushalten. Davon waren 69 Singlehaushalte, 90 Paare ohne Kinder und 117 Paare mit Kindern, sowie 21 Alleinerziehende und 6 Wohngemeinschaften. In 51 Haushalten lebten ausschließlich Senioren und in 207 Haushaltungen leben keine Senioren.
Einwohnerentwicklung
| • 1633: | 089 Einwohner            |
| • 1829: | 446 Einwohner, 74 Häuser |
| • 1867: | 488 Einwohner, 90 Häuser |

| NiederKlingen: Einwohnerzahlen von 1829 bis 2019 | NiederKlingen: Einwohnerzahlen von 1829 bis 2019 | NiederKlingen: Einwohnerzahlen von 1829 bis 2019 | NiederKlingen: Einwohnerzahlen von 1829 bis 2019 | NiederKlingen: Einwohnerzahlen von 1829 bis 2019 |
| --- | ------------------------------------------------ | ------------------------------------------------ | ------------------------------------------------ | ------------------------------------------------ |
| Jahr |                                                  |                                                  |                                                  | Einwohner                                        |
| 1829 | 1829                                             |                                                  | 446                                              | 446                                              |
| 1834 | 1834                                             |                                                  | 478                                              | 478                                              |
| 1840 | 1840                                             |                                                  | 492                                              | 492                                              |
| 1846 | 1846                                             |                                                  | 512                                              | 512                                              |
| 1852 | 1852                                             |                                                  | 517                                              | 517                                              |
| 1858 | 1858                                             |                                                  | 484                                              | 484                                              |
| 1864 | 1864                                             |                                                  | 509                                              | 509                                              |
| 1871 | 1871                                             |                                                  | 485                                              | 485                                              |
| 1875 | 1875                                             |                                                  | 488                                              | 488                                              |
| 1885 | 1885                                             |                                                  | 515                                              | 515                                              |
| 1895 | 1895                                             |                                                  | 492                                              | 492                                              |
| 1905 | 1905                                             |                                                  | 465                                              | 465                                              |
| 1910 | 1910                                             |                                                  | 513                                              | 513                                              |
| 1925 | 1925                                             |                                                  | 493                                              | 493                                              |
| 1939 | 1939                                             |                                                  | 483                                              | 483                                              |
| 1946 | 1946                                             |                                                  | 711                                              | 711                                              |
| 1950 | 1950                                             |                                                  | 698                                              | 698                                              |
| 1956 | 1956                                             |                                                  | 656                                              | 656                                              |
| 1961 | 1961                                             |                                                  | 635                                              | 635                                              |
| 1967 | 1967                                             |                                                  | 655                                              | 655                                              |
| 1970 | 1970                                             |                                                  | 646                                              | 646                                              |
| 1980 | 1980                                             |                                                  | ?                                                | ?                                                |
| 1990 | 1990                                             |                                                  | ?                                                | ?                                                |
| 2000 | 2000                                             |                                                  | ?                                                | ?                                                |
| 2011 | 2011                                             |                                                  | 789                                              | 789                                              |
| 2015 | 2015                                             |                                                  | 771                                              | 771                                              |
| 2019 | 2019                                             |                                                  | 794                                              | 794                                              |
| Datenquelle: Historisches Gemeindeverzeichnis für Hessen: Die Bevölkerung der Gemeinden 1834 bis 1967. Wiesbaden: Hessisches Statistisches Landesamt, 1968. Weitere Quellen: LAGIS; Zensus 2011; ab 2012: Gemeinde Otzberg |                                                  |                                                  |                                                  |                                                  |

Religionszugehörigkeit
| • 1829: | 25 lutheranische (= 5,61 %), 406 reformierte (= 91,03 %) und 15 katholische (= 3,36 %) Einwohner |
| • 1961: | 571 evangelische (= 89,92 %) und 59 katholisch (= 9,29 %) Einwohner                              |

## Politik
Für Nieder-Klingen besteht ein Ortsbezirk (Gebiete der ehemaligen Gemeinde Nieder-Klingen) mit Ortsbeirat und Ortsvorsteher nach der Hessischen Gemeindeordnung. Der Ortsbeirat besteht aus fünf Mitgliedern.
Der Ortsbeirat wurde zuletzt bei der Kommunalwahl in Hessen 2021 gewählt. Ortsvorsteher ist seither Jürgen Hamm,  sein Stellvertreter Peter Seeger. Weiterhin sind im Ortsbeirat vertreten: Sabine Voltz (CSU) sowie Jürgen Hamm und Udo Fischer (Liste „Miteinander für Otzberg“).

## Schutzgebiete
In der Gemarkung von Nieder-Klingen befinden sich die Löss-Hohle „Vorderer Kuhgraben“ und Teile der Hohl „Verlängerung hinterer Kuhgraben“, die als geologische Naturdenkmale und Vogelschutzgehölze geschützt sind.

## Regelmäßige Veranstaltungen
- Juli: Kerb[15]